# Tovstoluh
Tovstoluh (în ucraineană Товстолуг) este localitatea de reședință a comunei Tovstoluh din raionul Ternopil, regiunea Ternopil, Ucraina.

## Demografie
Componența lingvistică a localității Tovstoluh
     Ucraineană (99,86%)
     Alte limbi (0,14%)
Conform recensământului din 2001, majoritatea populației localității Tovstoluh era vorbitoare de ucraineană (99,86%), existând în minoritate și vorbitori de alte limbi.